# سنگ‌نگاره‌های قلعه داغ
سنگ نگاره‌های قلعه داغ مربوط به سده‌های اولیه دوران‌های تاریخی پس از اسلام است و در شهرستان اراک، بخش خنداب، دهستان سنگ سفید، روستای استوه واقع شده و این اثر در تاریخ ۲۶ اسفند ۱۳۸۷ با شمارهٔ ثبت ۲۶۰۹۸ به‌عنوان یکی از آثار ملی ایران به ثبت رسیده است.